# Корр, Райан
Райан Корр (англ. Ryan Corr; род. 15 января 1989, Мельбурн, Австралия) — австралийский актёр.
Известен своими ролями в австралийских драматических сериалах «В гости к Рафтерсам» и «Дитя любви», а также ролями в фильмах «Волчья яма 2», «Искатель воды» и «Не отпускай его».

## Биография
Райан Корр родился в Мельбурне. Его отец — Питер Корр, главный тренер женской сборной Австралии по голболу. Актерскую карьеру Райан начал в возрасте тринадцати лет в короткометражном фильме «Opraholic», первым опытом в сериале стала роль Мэтью Макдугала в сериале «Ночная тусовка». После этого, актер получил главную роль Шэна Заметта в сериале «Серебряное солнце». В 2006 году выступал в главной роли в сериале «Большая волна».
В 2009 году окончил Национальный институт драматического искусства. В 2018 году снялся в фильме «Мария Магдалина» в роли Иосифа.
В 2022 году снялся в эпизодической роли сира Харвина Стронга в сериале «Дом Дракона».

## Фильмография
| Год         | Название                  | Роль              | Заметки |
| ----------- | ------------------------- | ----------------- | --- |
| 2009        | Там, где живут чудовища   | друг Клэр         | |
| 2010        | Перед дождем              | Макс              | |
| 2012        | Помогите стать отцом      | Гас               | Номинация на премию Круга кинокритиков Австралии за лучшую мужскую роль второго плана — Премия AACTA за лучшую мужскую роль второго плана |
| 2013        | 6 сюжетов                 | Марти             | |
| 2013        | Волчья яма 2              | Пол Хаммерсмит    | |
| 2014        | Искатель воды             | Артур Коннор      | |
| 2015        | Не отпускай его           | Тимоти Конигрейв  | Номинация на премию AFCA за лучшую мужскую роль — Премия AACTA за лучшую мужскую роль в главной роли — Премия FCCA за лучшую мужскую роль |
| 2016        | По соображениям совести   | лейтенант Мэнвилл | |
| 2016        | Свадьба Али               | Вазза             | |
| 2017        | Послесвадебный разгром    | Генри             | |
| 2017        | 1 %                       | Паддо             | Номинация — Премия AACTA за лучшую мужскую роль в главной роли                                                                            |
| 2018        | Леди в черном             | Руди              | |
| 2018        | Мария Магдалина           | Иосиф             | |
| 2019 — 2020 | Цветение                  | Томми/Сэм         | |
| 2019        | Общее достояние           | Шей               | |
| 2020        | Возвышенность             | Брэддок           | |
| 2022        | Дом Дракона               | Харвин Стронг     | |
| 2024        | Чёрная вдова. Укус смерти | Итан              | |